# Junior Salomon
Junior Salomon (ur. 8 kwietnia 1986) – piłkarz beniński grający na pozycji obrońcy.

## Kariera klubowa
Karierę piłkarską Salomon rozpoczął w klubie Université Nationale du Bénin i w jego barwach zadebiutował w 2006 roku w pierwszej lidze benińskiej. W 2009 roku odszedł do drużyny ASPAC Kotonu. Jej barwy reprezentował przez trzy lata. W 2012 roku został graczem klubu ASEC Mimosas z Wybrzeża Kości Słoniowej. Następnie grał w USS Kraké i Bayelsa United, a w 2016 trafił do Plateau United.

## Kariera reprezentacyjna
W reprezentacji Beninu Salomon zadebiutował 6 stycznia 2010 roku w wygranym 1:0 towarzyskim spotkaniu z Libią. W 2010 roku został powołany do kadry na Pucharze Narodów Afryki 2010 i był na nim rezerwowym.